# Kick-Ass 2
Kick-Ass 2 is een Brits-Amerikaanse actie-komediefilm uit 2013, geregisseerd door Jeff Wadlow en is gebaseerd op de strips van de superheld met dezelfde naam, bedacht door Mark Millar en John Romita, Jr. en is het vervolg op de film Kick-Ass uit 2010. In het tweede deel krijgt Dave te maken met nieuwe ontwikkeling en sluit zich daarom aan bij de groep 'Justice Forever'.

## Verhaal
Door de acties van Kick-Ass duiken er nieuwe superhelden op die allemaal de wereld willen redden. Er ontstaat een team onder de naam 'Justice Forever'. De groep staat onder leiding van Kolonel Stars and Stripes. Dave sluit zich hierbij aan. Mindy is gestopt om haar gewone leven weer op te pakken. Red Mist, herboren als The Mother F*cker, wil wraak nemen op Kick-Ass en Hit-Girl voor de moord op zijn vader. Met hulp van zijn zelfgevormde groep gemaskerde Bad Guys wil hij Kick-Ass te grazen nemen. Daardoor ontstaat een oorlog tussen Bad Guys en Justice Forever. Kick-Ass heeft de hulp van Hit-Girl opnieuw nodig.

## Rolverdeling
| Acteur                   | Personage                | Opmerkingen               |
| ------------------------ | ------------------------ | ------------------------- |
| Aaron Johnson            | Dave Lizewski            | Kick-Ass                  |
| Chloë Grace Moretz       | Mindy Macready           | Hit-Girl                  |
| Christopher Mintz-Plasse | Chris D'Amico            | The Motherfuc*er          |
| Jim Carrey               | Sal Bertolini            | Kolonel Stars and Stripes |
| Donald Faison            | Dr. Gravity              |                           |
| John Leguizamo           | Javier                   |                           |
| Lindy Booth              | Miranda Swedlow          | Night Bitch               |
| Clark Duke               | Marty Eisenberg          | Battle Guy                |
| Morris Chestnut          | Sergeant Marcus Williams |                           |
| Augustus Prew            | Todd Haynes              | Ass-Kicker                |
| Olga Kurkulina           | Katryna Dubrovsky        | Mother Russia             |
| Lyndsy Fonseca           | Katie Deauxma            |                           |

## Achtergrond
In mei 2012 werd bekend dat er een vervolg zou komen op de film Kick-Ass. In september 2012 werd Jim Carrey toegevoegd aan de cast voor de rol Kolonel Stars and Stripes. De opnames van de film begonnen in september 2012 tot medio november 2012 in onder meer Toronto, Canada en in Buckinghamshire, Engeland.